# Marketing sensorial
El marketing de los sentidos, como su nombre lo dice es una forma de marketing que se da mediante los sentidos, ya que de esta manera se supone que traerá recuerdos, emociones e imágenes provocadas en el consumidor trayendo como consecuencia un estereotipo de imagen determinada y así mismo un estímulo. Estudios afirman que el «ser humano recuerda el 1% de lo que palpa, el 2% de lo que oye, el 5% de lo que ve, el 15% de lo que degusta y el 35% de lo que huele» mencionó Bernd H. Schmitt.

## Objetivo
La finalidad principal y primordial de dicho marketing es que se pueda «Lograr un compromiso emocional con el consumidor para que recuerde la marca, y para permanecer en su memoria se debe tocar la fibra de sus sentimientos; por eso hay que crear una historia con la cual pueda identificarse y comprometerse» explicó Lindstrom en su conferencia al precisar que para despertar sensaciones. Por tal motivo algunas empresas tales como restaurantes, hoteles y tiendas departamentales están llevando a cabo esta técnica.[cita requerida]
Cabe mencionar que para que tenga éxito la empresa mediante el uso del marketing de los sentidos es necesario que la estrategia este integrada. Por ejemplo en una tienda departamental, el olor escogido debe estar siempre acorde con los colores y la música que se manejen, es decir, de temporada, pero tomando como base fundamental todos los gustos y características del mercado objetivo; la integración sensorial es de suma importancia ya que de lo contrario los efectos en los consumidores pueden ser contraproducentes, y por lo tanto traerá como consecuencia el crear confusiones y lejos de mejorar la percepción tendría resultados contraproducentes, un marketing negativo. 
«La gestión de marcas intenta estimular su relación con la marca. Puede afirmarse que optimiza el comportamiento de compra por impulso, provoca nuestro interés y permite que nuestra respuesta emocional predomine sobre nuestros pensamientos racional» mencionó Philip Kotler. Por tal motivo es importante saberlos emplear, ya que no sirven ni funcionan igual. 
Sin embargo confirma que «cuando más positiva es la sinergia que se establece entre nuestros sentidos, mas fuerte será la conexión entre el emisor y el receptor».